# Are We There Yet? (álbum de James Marriott)
Are We There Yet? es el álbum de estudio debut del artista de indie rock inglés James Marriott. Lanzado el 10 de noviembre de 2023, el álbum incluye un total de 10 pistas.
Con el apoyo de tres sencillos: «So Long», «Romanticise This» y «Don't Blame Me», el álbum alcanzó el puesto 17 en la lista de álbumes oficiales y el puesto 2 en la lista de álbumes independientes del Reino Unido.
El álbum fue escrito por Marriott, Charlie Sale, Eeli Savolainen, Jago Shakoori, Jere Särkkä, Jono Suter, Matt Gavin, Psylla y Samuel Horsley.

## Antecedentes y lanzamiento
El álbum estuvo en producción desde mayo de 2022, y la novena canción, «Denial», había estado en proceso durante más tiempo, desde febrero del mismo año. Varias pistas, incluidas «The Other Side»  y «So Long», se tocaron durante la gira anterior de su lanzamiento largo «The Bitter Tour» antes de su lanzamiento en 2023. Marriott también afirmó que el álbum estaba «inspirado en tocar en vivo».
Hablando con Official Charts Company, Marriott habló sobre lanzar un álbum de forma independiente y solo tres años después de su debut musical y dijo:

Soy muy afortunado. Todo el mundo siempre habla de la idea de que tienes toda tu vida para escribir tu álbum debut, pero solo un año para hacer el segundo. Este fue un año de trabajo para mí y no planeo parar. Mucha de la música que hice cuando era niño no ha llegado [tan lejos]. Honestamente. porque nada de eso fue muy bueno. Pero ahora estoy muy agradecido de estar rodeado de músicos muy talentosos que me han ayudado a crear mi sonido.

En la misma entrevista, Marriott también afirmó que «Mi amigo describió el álbum como 10 canciones para teñirte el pelo de azul», y que «es bastante ecléctico en su enfoque del sonido. No creo que haya una persona que escuche el álbum y digo: 'no hay una sola canción aquí que pueda disfrutar'».

## Sencillos y lanzamiento
«So Long» se lanzó el 9 de junio de 2023 como sencillo principal oficial del álbum. «Romanticise This» se lanzó el 27 de julio de 2023 y sirvió como segundo sencillo del álbum. «Don't Blame Me» se lanzó el 19 de octubre de 2023 y fue el tercer y último sencillo del álbum. Los tres sencillos recibieron videos musicales para apoyar su lanzamiento. Are We There Yet? fue lanzado el 10 de noviembre de 2023.

## Recepción de la crítica
Shyla Davidson de la revista Square One le dio al álbum una calificación positiva de 4 de 5 estrellas, el artículo dice: «Con una mezcla de melodías felices y melancólicas, este álbum deja a los oyentes sintiéndose renovados y algo nostálgicos. Con la cantidad justa de ritmo lento, canciones relajantes y canciones que hacen que los oyentes quieran bailar, este álbum seguramente tiene algo para oyentes de todos los ámbitos de la vida».

## Listado de canciones
| Are We There Yet? track listing |                             |                       |          |  |
| N.º                             | Título                      | Produtor(es)          | Duración |  |
| 1.                              | «You Are Here»              | Marriott Psylla Suter | 3:17     |  |
| 2.                              | «So Long»                   | Marriott Psylla       | 3:19     |  |
| 3.                              | «Going Postal At The Party» | Marriott Psylla       | 3:25     |  |
| 4.                              | «Over My Head»              | Marriott Psylla Suter | 3:23     |  |
| 5.                              | «Romanticise This»          | Marriott Psylla       | 2:55     |  |
| 6.                              | «In Between»                | Marriott Psylla Suter | 2:57     |  |
| 7.                              | «The Other Side»            | Marriott Psylla Suter | 3:22     |  |
| 8.                              | «White Noise»               | Marriott Psylla Suter | 2:33     |  |
| 9.                              | «Denial»                    | Marriott Psylla Suter | 3:15     |  |
| 10.                             | «Don't Blame Me»            | Marriott Psylla       | 3:16     |  |
| 31:46                           |                             |                       |          |  |

## Listas
| Lista (2023)                        | Posición más alta |
| ----------------------------------- | ----------------- |
| Reino Unido (UK Albums Chart)       | 17                |
| Escocia (Scottish Albums Chart)     | 14                |
| Reino Unido (UK Independent Albums) | 2                 |